# Finlândia nos Jogos Olímpicos de Verão de 1948
A Finlândia competiu nos Jogos Olímpicos de Verão de 1948, realizados em Londres, Inglaterra.